# The Process of Belief
The Process of Belief ist das 12. Studioalbum der Melodic-Hardcore-Band Bad Religion. Seit Recipe for Hate ist es das erste Studioalbum, das auf dem Label Epitaph Records veröffentlicht wurde und die erste Veröffentlichung mit Gitarrist Brett Gurewitz, der 1994 aus der Band ausgestiegen war.

## Hintergründe
Abgesehen von Brett Gurewitz' Rückkehr gab es eine weitere Änderung im Line-up der Band. Nach dem verletzungsbedingten Ausstieg von Drummer Bobby Schayer saß nämlich Brooks Wackerman erstmals bei Bad Religion am Schlagzeug. Dieses Album markiert einen Stilwechsel zurück zu schnellen und harmonischen Hardcore, wie er schon auf No Control und Stranger Than Fiction zu hören war. Inhaltlich behandelt The Process of Belief persönliche und zwischenmenschliche Themen (im Song Broken), aber auch gesellschaftliche Phänomene wie den immer schneller werdenden Lebensrhythmus der westlichen Welt (Supersonic) sowie politische Themen wie die Weigerung der USA, das Kyoto-Protokoll ratifizieren zu lassen (Kyoto Now!).

## Titelliste
| Medium         | Rating | Kritiker             |
| -------------- | --- | -------------------- |
| Allmusic       | Sternsymbol · Sternsymbol · Sternsymbol · Sternsymbol · Sternsymbol                                                                       | Jack Rabid           |
| Rock Hard      | Sternsymbol · Sternsymbol · Sternsymbol · Sternsymbol · Sternsymbol · Sternsymbol · Sternsymbol · Sternsymbol · Sternsymbol · Sternsymbol | Marcus Schleutermann |
| Piero Scaruffi | Sternsymbol · Sternsymbol · Sternsymbol · Sternsymbol · Sternsymbol · Sternsymbol · Sternsymbol · Sternsymbol · Sternsymbol · Sternsymbol | Piero Scaruffi       |

1. Supersonic – 1:47
2. Prove It – 1:15
3. Can’t Stop It – 1:10
4. Broken – 2:55
5. Destined for Nothing – 2:35
6. Materialist – 1:53
7. Kyoto Now! – 3:20
8. Sorrow – 3:21
9. Epiphany – 4:00
10. Evangeline – 2:11
11. The Defense – 3:53
12. The Lie – 2:19
13. You Dont Belong – 2:50
14. Bored And Extremely Dangerous – 3:25
15. Shattered Faith – 2:49 (Bonustrack, nur in Japan erschienen)

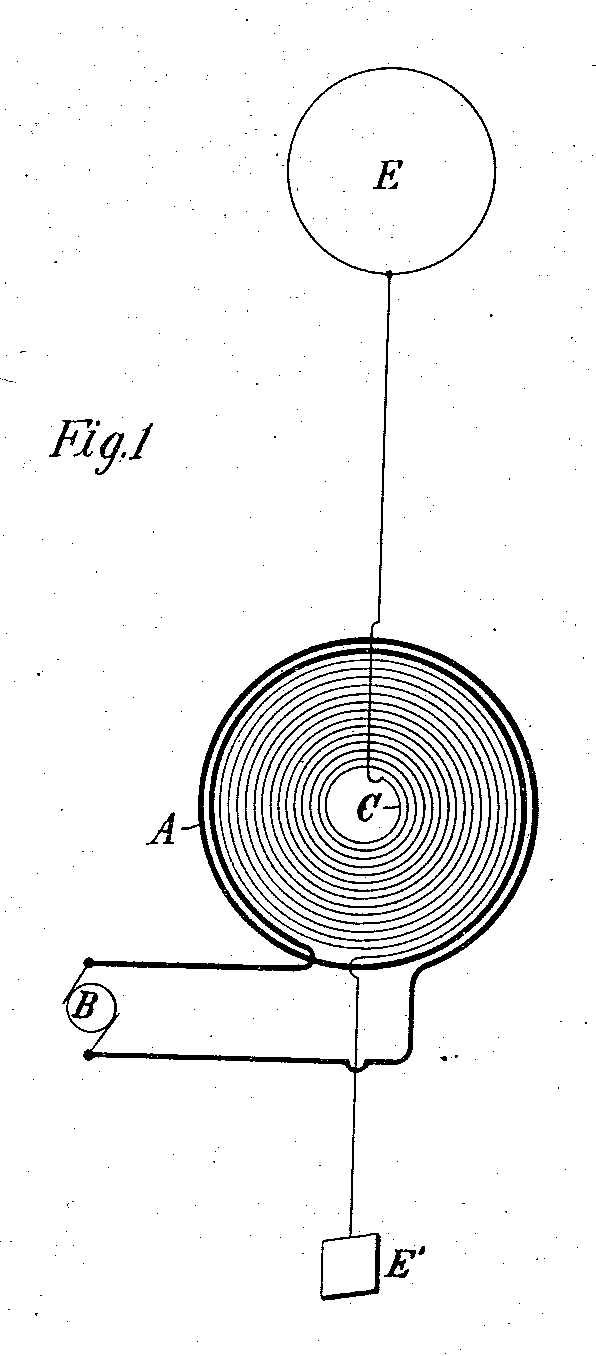
Eine Zeichnung von Nikola Tesla diente als Vorlage für das Cover.

## Rezeption
Das Album wurde von den Fans meist positiv aufgenommen, nicht zuletzt wegen der Rückkehr von Brett Gurewitz und der musikalischen Rückbesinnung auf den schnelleren Punkrock früherer Tage. In Deutschland erreichte The Process of Belief Platz 13 der Albumcharts und brachte der Band damit die beste Chartplatzierung seit dem Album The Gray Race, welches 1996 Platz 11 erreichte. Das Musikvideo der ersten Single Sorrow wurde in die Rotation der Musiksender aufgenommen und trug zum Erfolg des Albums bei. Im Zuge der Tour zum Album trat Bad Religion auch bei Rock im Park und Rock am Ring 2002 auf. In den USA erreichte The Process of Belief gar Platz 49 und wurde zum erfolgreichsten Album der Band.
In einem Artikel in der Musikzeitschrift Visions, der anlässlich der Veröffentlichung des Albums New Maps of Hell im Juli 2007 erschien, wurde The Process of Belief folgendermaßen beschrieben:
„‘The Process of Belief’ war nicht nur das Comeback daheim, es war das perfekte Bad-Religion-Album. Harte Harmonieknüppler, ausgefeilte Midtempo-Songs, ein paar kleine Experimente und ein textliches Universum zwischen Gurewitz’ persönlichen Betrachtungen und Graffins Wissenschaftspredigt. Die Durststrecke war überstanden.“ (Visions Nr. 173, S. 90)
In einer Rezension in der Online-Musikdatenbank aus dem Jahre 2009 heißt es, Bad Religion hätten mit diesem Album "den Weg in die Bedeutungslosigkeit auf beeindruckende Art und Weise abgewendet". Dort erhielt The Process of Belief 9 von 10 Punkten.

## Cover
Die Abbildung auf dem Cover ist ein Nachdruck aus einer Patentschrift von Nikola Tesla aus dem Jahr 1905.